# سان‌کورپ
سان‌کورپ (به انگلیسی: Suncorp) شرکت خدمات مالی استرالیایی است، که در زمینه ارائه خدمات بانکداری، بیمه، بیمه‌های عمومی و مدیریت ثروت فعالیت می‌نماید.
گروه سان‌کورپ در دسامبر ۱۹۹۶ با ادغام سان‌کورپ بانک، مت‌وی بانک و شرکت توسعه صنایع کوئینزلند راه‌اندازی شد و در حال حاضر دارای عملیات در کشورهای استرالیا و نیوزیلند می‌باشد.
دفتر مرکزی این شرکت در شهر بریزبن، کوئینزلند قرار دارد و بخشی از سهام آن در بازار بورس اوراق بهادار استرالیا معامله می‌شود. شرکت سان‌کورپ هم‌اکنون با دارایی بیش از ۹۵ میلیارد دلار، به‌عنوان بزرگترین ارائه‌کننده خدمات بیمه‌های عمومی استرالیا شناخته می‌شود.